# Consistórios de Eugênio III
O Papa Eugênio III (1145–1153) criou dezesseis cardeais em nove consistórios : 

## 9 de março de 1145
1. Pietro - cardeal-diácono de Santa Maria em Via Lata, † depois de 1148

## 21 de setembro de 1145
1. Guido de Crema - cardeal-diácono de S. Maria in Portico, cardeal-presbítero de Santa Maria além do Tibre (14 de março de 1158), Antipapa Pascalis III (22 de abril de 1164), † 20 de setembro de 1168

## 25 de fevereiro de 1149
1. Grecus - cardeal-diácono de Santos Sérgio e Baco, † 30 de agosto de 1149

## 16 de dezembro de 1149
1. Nicholas Breakspeare , CRSt.-Ruf - cardeal-bispo de Albano, papa Adriano IV (4 de dezembro de 1154), † 1 de setembro de 1159

## 22 de setembro de 1150
1. Rolando de Siena - cardeal-diácono dos Santos Cosme e Damião, cardeal-presbítero de São Marcos (2 de março de 1151), papa Alexandre III (7 de setembro de 1159), † 30 de agosto de 1181
2. Giovanni Gaderisio , Can.Reg. - cardeal-diácono da Santos Sérgio e Baco, cardeal-presbítero de Santa Anastácia (14 de março de 1158), † de abril de 1182

## 2 de março de 1151
1. Gerard - cardeal-presbítero de Santo Estêvão no Monte Celio, † 1158
2. Cencio de Gregorio - cardeal-diácono de Santa Maria em Aquiro, então cardeal-presbítero de São Lourenço em Lucina (21 de fevereiro de 1152) e cardeal-bispo de Porto e Silva Candida (abril 1154), † 1157

## 21 de dezembro de 1151
1. Hugo , O.Cist. - cardeal-bispo de Óstia, † 1 de dezembro de 1158

## 21 de fevereiro de 1152
1. Giovanni da Sutri - cardeal-presbítero de São João e São Paulo, † 1180
2. Enrico Pisano , O.Cist. - cardeal-presbítero dos Santos Nereu e Aquileu, † 1166
3. Gerard de Namur - cardeal-diácono da Santa Igreja Romana, então cardeal-diácono de Santa Maria em Via Lata (19 de dezembro de 1152), † 1155
4. Ottone da Brescia - cardeal-diácono da Santa Igreja Romana, então cardeal-diácono de São Nicolau no Cárcere (19 de dezembro de 1152), † 1174

## 23 de maio de 1152
1. Giovanni Morrone - cardeal-presbítero dos Santos Silvestre e Martinho nos Montes, † ca. 1167/68
2. Bernard de Rennes , O.Cist. - cardeal-diácono da Santa Igreja Romana, então cardeal-diácono dos Santos Cosme e Damião (19 de dezembro de 1152), † 1 de maio de 1154
3. Ildebrando Grassi , Can.Reg. - cardeal-diácono da Santa Igreja Romana, então cardeal-diácono de Santo Eustáquio (19 de dezembro de 1152), cardeal-presbítero dos Santos Doze Apóstolos (21 de dezembro de 1156), † 8 de novembro de 1178.